# Franz Schubert
Ne doit pas être confondu avec Franz Schubert (Kreisleiter).
« Schubert » redirige ici. Pour les autres significations, voir Schubert (homonymie).
Œuvres principales
- Symphonie no 5 (1816)
- Quintette en la majeur « La Truite » (1819)
- Symphonie no 8 « Inachevée » (1822)
- La Belle Meunière (1823)
- Moments musicaux (1823-1827)
- Quatuor à cordes no 14 « La Jeune Fille et la Mort » (1824)
- Sonate Arpeggione (1824)
- Sonate pour piano D845 (1825)
- Symphonie no 9 « La Grande » (1825-28)
- Impromptus (1827)
- Voyage d'hiver (1827)
- Trio no 2 pour piano et cordes (1827)
- Sonates pour piano D958, D959 et D960 (1828)
- Quintette à cordes en ut majeur (1828)
- Le Pâtre sur le rocher (1828)
- Sérénade (Le Chant du cygne) (1828)

Franz Schubert ([fʁɑ̃t͡s ʃubɛʁ], en allemand : [ˈfʁant͡s ˈʃuːbɐt]), né le 31 janvier 1797 à Lichtental (dans la banlieue de Vienne) et mort le 19 novembre 1828 à Vienne, est un compositeur autrichien.
Compositeur emblématique de la musique romantique allemande, il est reconnu comme le maître incontesté du lied. Il s'est particulièrement consacré à la musique de chambre, et a aussi écrit de nombreuses œuvres pour piano, une dizaine de symphonies, ainsi que de la musique chorale et sacrée.
Bien qu'il soit mort précocement, à 31 ans, Schubert est l'un des compositeurs les plus prolifiques du XIXe siècle. Le catalogue de ses œuvres compte plus de mille compositions, dont une partie importante est publiée après sa mort et révèle des chefs-d'œuvre qui contribuent à sa renommée posthume.

## Biographie

### Enfance

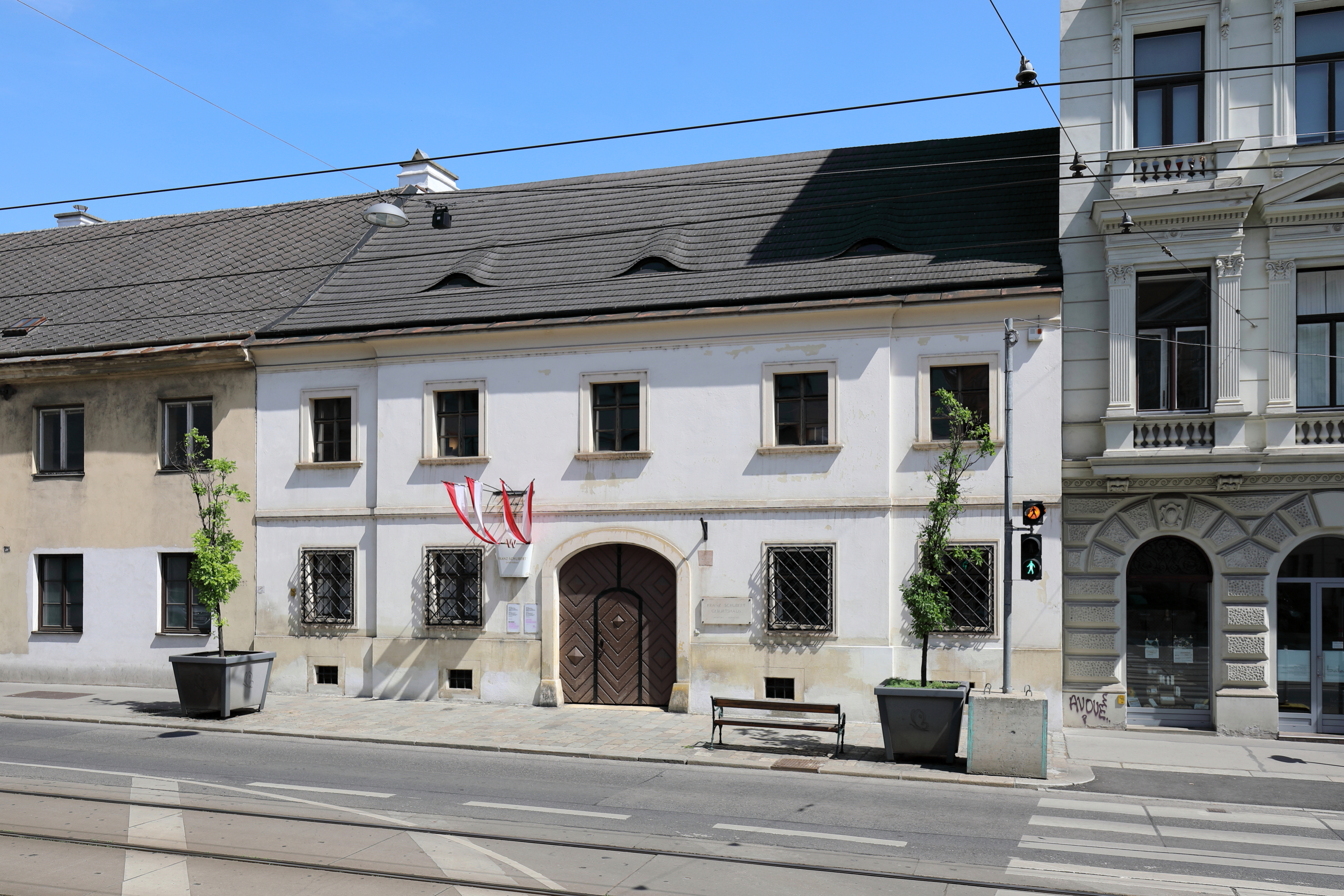
Maison natale de Franz Schubert à Vienne.

Franz Peter Schubert naît le 31 janvier 1797 dans la maison familiale du faubourg viennois de Himmelpfortgrund, qui fait partie de la paroisse de Lichtental (un des quartiers de l'actuel neuvième arrondissement de Vienne) en Autriche. Il est le douzième enfant d'une famille de quatorze, dont cinq atteindront l'âge adulte. Son père Franz Theodor Florian Schubert (1763-1830), instituteur, lui donne ses premières leçons de violon, tandis que son frère Ignaz lui apprend le piano et le Kapellmeister de l'église de Lichtental, Michael Holzer, l'orgue, le chant et la basse chiffrée ou basse continue. Sa mère, Maria Elisabeth Katharina Vietz (1756–1812), était la fille d'un serrurier et avait été femme de ménage pour une famille viennoise avant le mariage. Dans le quatuor à cordes familial, où son père joue du violoncelle et ses frères Ignaz et Ferdinand du violon, il tiendra la partie d'alto. Dès 1808, Schubert est premier soprano de l'église de Lichtental.

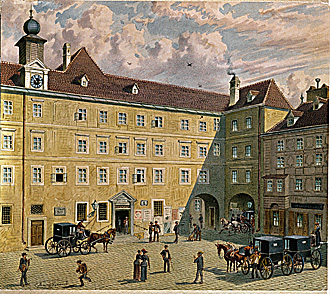
Le Stadtkonvikt à Vienne.

En 1808, il est admis sur concours dans le chœur de la chapelle impériale de Vienne, ce qui lui permet d'étudier au très strict Stadtkonvikt, ou Akademisches Gymnasium, internat viennois fréquenté par les fils de bonne famille où il bénéficiera d'un enseignement de qualité mais qui par son aspect rébarbatif et sa discipline sévère rendirent Schubert quelque peu introverti et nostalgique du foyer familial. Élève inconstant dans les disciplines autres que la musique où il excellait, il étudie la théorie et la basse chiffrée avec Wenzel Ruzicka, organiste de la Cour, puis, à partir de 1812, la composition et le contrepoint avec Antonio Salieri, directeur de la musique à la Cour de Vienne. Il entre à l'orchestre du Konvikt comme second violon, puis monte en grade progressivement jusqu'à devenir chef d'orchestre.
Au Konvikt, il fait la connaissance de quelques membres d'un groupe de jeunes idéalistes qui s'était formé à Linz : Albert Stadler (1794-1888), Josef Kenner (1794-1868) et surtout Joseph von Spaun (1788-1865). Ces amis guideront ses premiers pas, le mettront en contact avec le milieu intellectuel de l'époque et constitueront le premier noyau de ce qui sera le cercle des schubertiens.
Pendant cette période de formation, Schubert commence à composer en dépit des réticences de son père. Dès 1810, ses premières compositions sont des fantaisies et des danses pour piano, ainsi que des lieder. Viennent ensuite des quatuors à cordes pour l'ensemble familial, des ouvertures, des ensembles vocaux pour la classe de Salieri et en 1813, sa 1re Symphonie en ré majeur, D.82 et son premier opéra, Des Teufels Lustschloss, D.84.

### Jeunesse

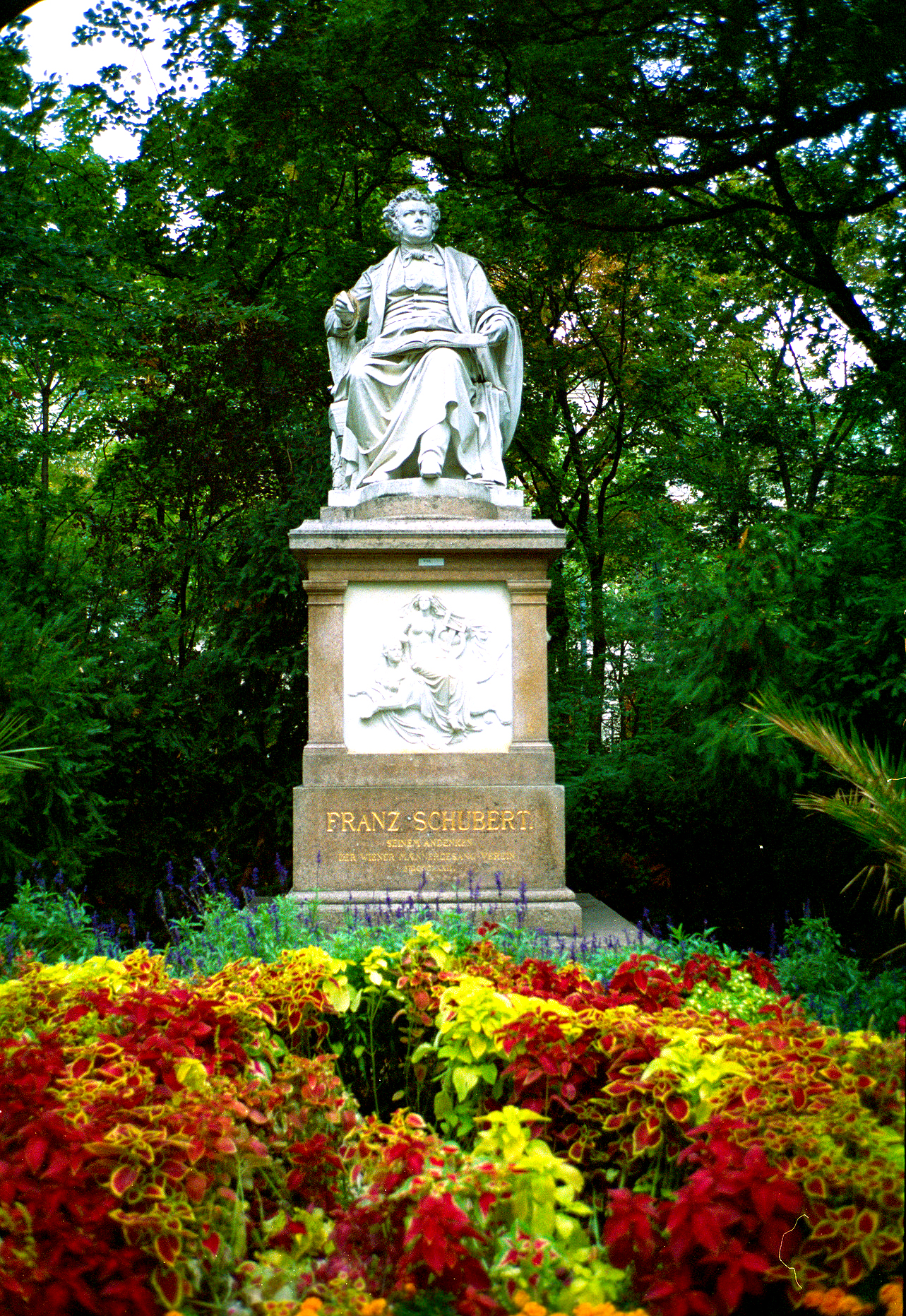
Franz Schubert, Stadtpark Vienne.

Sa voix mue en 1813. Ses résultats scolaires, bons au début, s'étaient peu à peu dégradés, et, bien qu'il puisse bénéficier d'une dispense, il quitte le Konvikt pour entrer à l'école normale Sainte-Anne qui le préparera au métier d'instituteur qu'il exercera comme assistant de son père jusque fin 1816.
En 1814, il fait la connaissance, par l'entremise du groupe de Linz, du poète Johann Mayrhofer (1787-1836) qui lui inspirera de nombreux lieder, en 1815 celle de Franz von Schober (1796-1882), un des esprits brillants de l'époque qui aura un rôle déterminant dans sa vie sociale et intellectuelle. En 1815 toujours, dans le cadre de l'enseignement de Salieri, il rencontre le musicien Anselm Hüttenbrenner (1794-1868), qui le mettra en contact avec le milieu de sa ville natale de Graz.
À seulement 17 ans, il compose sa Messe no 1 en fa majeur, D.105, pour le jubilé du centenaire de l'église de Lichtental. Elle y est exécutée avec grand succès, et son père l'en récompense en lui offrant son premier piano. De 1814 datent aussi le Quatuor à cordes no 8 en si bémol majeur, D.112, la Symphonie no 2 en si bémol majeur, D.125 et son premier chef-d'œuvre dans le domaine du lied, Marguerite au rouet, D.118. Le quatuor à cordes familial s'étoffe. Il devient un ensemble de chambre, puis un orchestre qui connaîtra plusieurs chefs, dont Otto Hatwig, sous la direction duquel il jouera au Gundelhof à Vienne.
Les années 1815 et 1816 seront ses plus productives, avec des œuvres en tout genre. En février 1815, il compose sa Sonate pour piano no 1 en mi majeur, D.157 ; en mars, la Messe no 2, en sol majeur, D.167 ; en juillet, sa Symphonie no 3 en ré majeur, D.200 ; en novembre, la Messe no 3 en si bémol majeur, D.324. En février 1816, il compose son Stabat Mater en fa mineur, D.383, sur un texte allemand de Klopstock ; en avril, la Symphonie no 4 en ut mineur « Tragique », D.417 ; en juillet, la Messe no 4 en ut majeur, D.452 ; à l'automne, la Symphonie no 5 en si bémol majeur, D.485.
Durant cette période voient le jour plus de 200 lieder, parmi lesquels Le Roi des Aulnes (Erlkönig), D.328 et Le Voyageur (Der Wanderer), D.489.
Pendant cette période, il continue de suivre l'enseignement de Salieri. Il perçoit de plus en plus l'enseignement comme une activité contraignante qui bride sa création. Il tente d'y échapper en sollicitant un poste de chef d'orchestre à Laibach (aujourd'hui Ljubljana) au printemps 1816, et en essayant d'intéresser Goethe à un projet de publication de ses lieder, en vain.

### Indépendance
Fin 1816, Schubert quitte l'école de son père et l'enseignement de Salieri. Il est hébergé en 1817 par son ami Franz von Schober, chez qui il logera à plusieurs reprises par la suite. Cette année-là il entreprend six sonates pour piano et compose de nombreux lieder, dont Der Tod und das Mädchen (« La Jeune Fille et la Mort ») et Die Forelle (« La Truite »), op. 32, D.550.
À cette époque, l'horizon de Schubert s'élargit. Au quatuor familial et à l'église de la paroisse se substitue un public composé de jeunes intellectuels. Ses amis du Konvikt lui font connaître des personnalités comme le baryton Johann Michael Vogl, soliste de l'Opéra, et lui ouvrent les portes de salons bourgeois comme celui de la famille Sonnleithner, qui aidera à le faire connaître en programmant ses œuvres dans des soirées musicales et en organisant les premières publications, ou de la noblesse des Esterházy.
En 1818, après avoir repris provisoirement l'enseignement, Schubert devient le maître de musique des enfants du comte Esterházy et accompagne la famille dans sa villégiature d'été à Zselíz en Hongrie (aujourd'hui Želiezovce en Slovaquie), où il compose de nombreuses œuvres pour piano à quatre mains, dont la Sonate no 1 pour piano à 4 mains en si bémol, D.617 et les Huit variations sur un chant français, D.624, qui seront sa première œuvre instrumentale publiée (en 1822 comme op. 10). De retour à Vienne, il emménage dans un logement qu'il partage avec le poète Mayrhofer. En été 1819, il accompagne Johann Michael Vogl dans un voyage en Haute-Autriche, notamment à Linz et Steyr, où naît l'idée de la composition du Quintette pour piano et cordes « La Truite », D.667.
Dans les lieder de cette époque, Schubert s'ouvre à la poésie romantique, avec la mise en musique de poèmes de Novalis et de Friedrich Schlegel.
La première œuvre de Schubert à être publiée sera, en janvier 1818, le lied Erlafsee, D.586 sur un texte de Mayrhofer, en supplément d'une anthologie illustrée sur les régions et paysages d'Autriche. La première exécution publique d'un de ses lieder, Schäfers Klagelied, D.121, aura lieu le 28 février 1819.

### «Années de crise»
Les années 1819-1823 voient le style de Schubert évoluer très rapidement, délaissant de plus en plus les modèles hérités du passé. Ses compositions se raréfient et nombre des œuvres de cette époque restent inachevées. C'est le cas de l'oratorio Lazarus D.689, du Quatuor à cordes no 12 en ut mineur, D.703, connu sous le nom de « Quartettsatz », ou de la Symphonie no 8 en si mineur, dite « Inachevée », D.759. Cette période, dont les contours sont un peu flous, a reçu le nom d'« années de crise ». Le terme de « crise » est plutôt à interpréter au sens de « bouleversement ». En effet, en dehors de l'intense évolution stylistique qui l'amène à reconsidérer des genres dans lesquels il avait déjà composé de nombreuses œuvres (quatuor, sonate, symphonie, messe…), on constate un repositionnement de l'orientation littéraire avec une place prépondérante accordée aux poètes romantiques (Schlegel, Rückert, Platen), un changement dans ses rapports avec le public et jusqu'à une modification de son écriture manuscrite.
À cette époque, la notoriété de Schubert dépasse le cadre des salons littéraires et de l'orchestre d'amateurs du Gundelhof, et il peut tenter de conquérir le grand public avec des œuvres dramatiques comme le singspiel Die Zwillingsbrüder (« Les Frères jumeaux »), D.647 ou la féerie Die Zauberharfe (« La Harpe enchantée »), D.644, qui seront représentées à l'été 1820 au Theater an der Wien. Le succès n'est pas retentissant, mais son nom commence à se faire connaître, ce à quoi contribuent les exécutions de ses lieder par Johann Michael Vogl. En 1821, l'éditeur Diabelli publie à compte d'auteur son opus 1, Erlkönig (« Le Roi des aulnes »), D.328, composé en 1815.
Le cercle des schubertiens s'étend. On y compte désormais aussi des peintres comme Leopold Kupelwieser (1796-1862), Ludwig Schnorr von Carolsfeld (1788-1853) et surtout Moritz von Schwind (1804-1871). Schubert fréquente personnellement Friedrich Schlegel. Ses théories sur l'art et celles de son frère August Wilhelm, dont il avait mis des poèmes en musique dès 1816, auront une influence déterminante sur son esthétique.

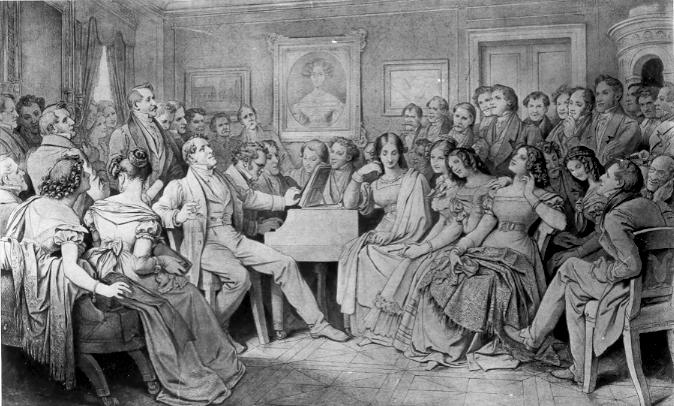
Au doux pays des Schubertiades, dessin de Moritz von Schwind, 1868.

À partir de 1821, les réunions d'amis autour de la musique de Schubert s'institutionnalisent et prennent le nom de « schubertiades ». En 1821 également, il devient membre de l'influente Société philharmonique de Vienne, après une candidature malheureuse en 1818.
Les opéras qu'il compose en 1822 et 1823, Alfonso und Estrella (sur un livret de Schober) et Fierrabras sont beaucoup plus ambitieux que les ouvrages précédents mais, en partie à cause d'intrigues propres au milieu du théâtre, ne seront pas représentés. Il en va de même du singspiel Die Verschworenen (« Les Conjurés »). Le 20 décembre 1823 a lieu la première de Rosamunde, pièce de Helmina von Chézy pour laquelle Schubert a composé la musique de scène. La musique est accueillie favorablement mais la pièce est un fiasco et disparaît de la scène après deux représentations.
Fin 1822-début 1823, Schubert contracte une infection vénérienne. Différents indices (symptômes, déroulement ultérieur de la maladie) laissent penser qu'il s'agit de syphilis. Il effectue vraisemblablement en octobre 1823 un séjour à l'Hôpital général de Vienne. Par la suite sa santé, malgré quelques rémissions, ne cesse de se dégrader, ce à quoi contribue le traitement au mercure habituel à l'époque.

### Années de maturité

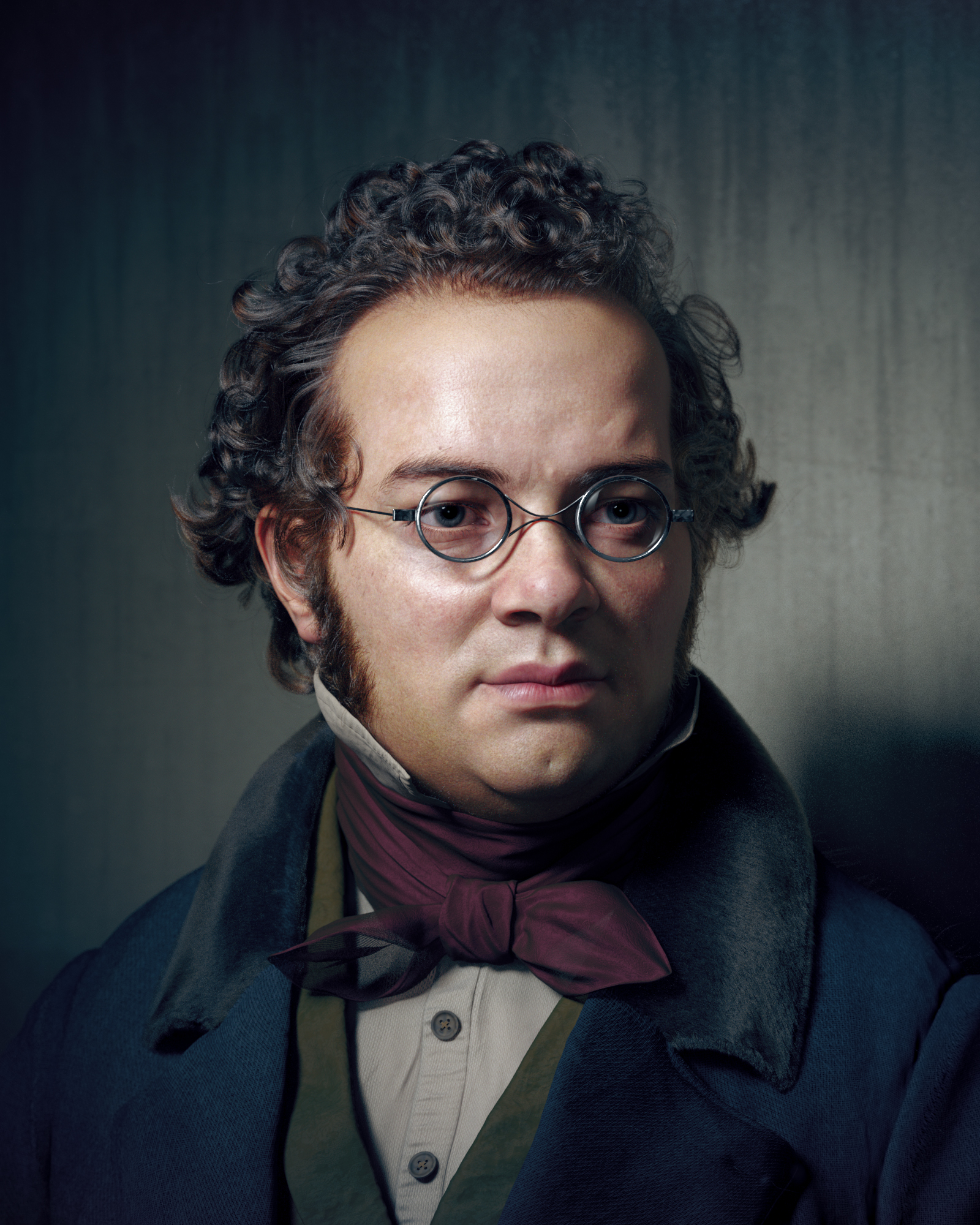
Rendu 3D de l'aspect de Schubert dans ses années de maturité.

Dès la Fantaisie en ut majeur « Wanderer », op. 15, D.760, composée fin 1822 et publiée en 1823, Schubert avait réussi à achever une grande œuvre au style totalement personnel. En 1823, le cycle de lieder Die schöne Müllerin (« La Belle Meunière »), D.795 avait ouvert une nouvelle page de l'histoire du lied. À partir de 1824, il est en pleine maîtrise de son style et les inachèvements se raréfient. Les lieder témoignent d'un nouveau changement d'orientation littéraire : les poètes romantiques cèdent peu à peu la place aux poètes du pessimisme et de la résignation. Déjà Wilhelm Müller faisait partie de cette école ; les nouveaux poètes auxquels se consacrera Schubert seront les Autrichiens Leitner, Seidl, les Allemands Schulze et bientôt Rellstab et Heinrich Heine. Sa santé défaillante et les attaques répétées de la maladie ont certainement leur part dans cette vision du monde pessimiste ou résignée.
Après l'échec de Rosamunde, il abandonne pour un temps la composition d'œuvres dramatiques. En 1824, il compose peu de lieder (parmi lesquels les derniers sur des poèmes de Johann Mayrhofer) et se consacre essentiellement à la musique de chambre avec les Variations pour flûte et piano, D.802, l'Octuor pour cordes et vents, D.803, le Quatuor à cordes no 13 en la mineur « Rosamunde », D.804, le Quatuor à cordes no 14 en ré mineur « La Jeune Fille et la mort », D.810, la Sonate « Arpeggione », D.821.
À l'été de cette année, il retourne avec la famille Esterházy à Zselíz et compose une série d'œuvres pour piano à quatre mains, dont la Sonate no 2 en ut majeur, ou « Grand Duo », D.812, et les Variations en la bémol majeur, D.813. Les souvenirs musicaux de Hongrie inspireront le Divertissement à la hongroise, D.818.
En 1825, il découvre la poésie de Walter Scott, qui lui inspirera dix compositions, dont les sept chants tirés de Das Fräulein vom See (« La Dame du lac ») qui seront publiés en 1826, en édition bilingue. L'un de ceux-ci, Ellens dritter Gesang (« Troisième chant d'Ellen »), D.839, atteindra très vite une immense popularité sous le nom d'Ave Maria.
L'été de 1825 est consacré, en compagnie de Vogl, à un grand voyage à Linz, Steyr, Salzbourg, Gastein et Gmunden. Ils y donnent une série de concerts consacrés entre autres aux chants de Walter Scott et à la Sonate no 16 en la mineur, D.845. À Gastein, Schubert compose la Sonate no 17 en ré majeur, D.850 et commence la Grande Symphonie en ut majeur, D.944, qu'il achèvera l'année suivante.
Sa notoriété s'accroît et ses œuvres sont jouées par de grands instrumentistes, comme Ignaz Schuppanzigh ou le pianiste Carl Maria von Bocklet. Ses premières sonates publiées (D.845 et D.850) lui sont payées un bon prix par les éditeurs et font l'objet de critiques positives dans des journaux de Francfort et de Leipzig. En 1825 il est élu comme membre suppléant au directoire de la Société philharmonique de Vienne.
En 1826 il compose le Quatuor à cordes no 15 en sol majeur, D.887 et la Sonate no 18 en sol majeur, D.894, qui sera publiée comme op. 78.

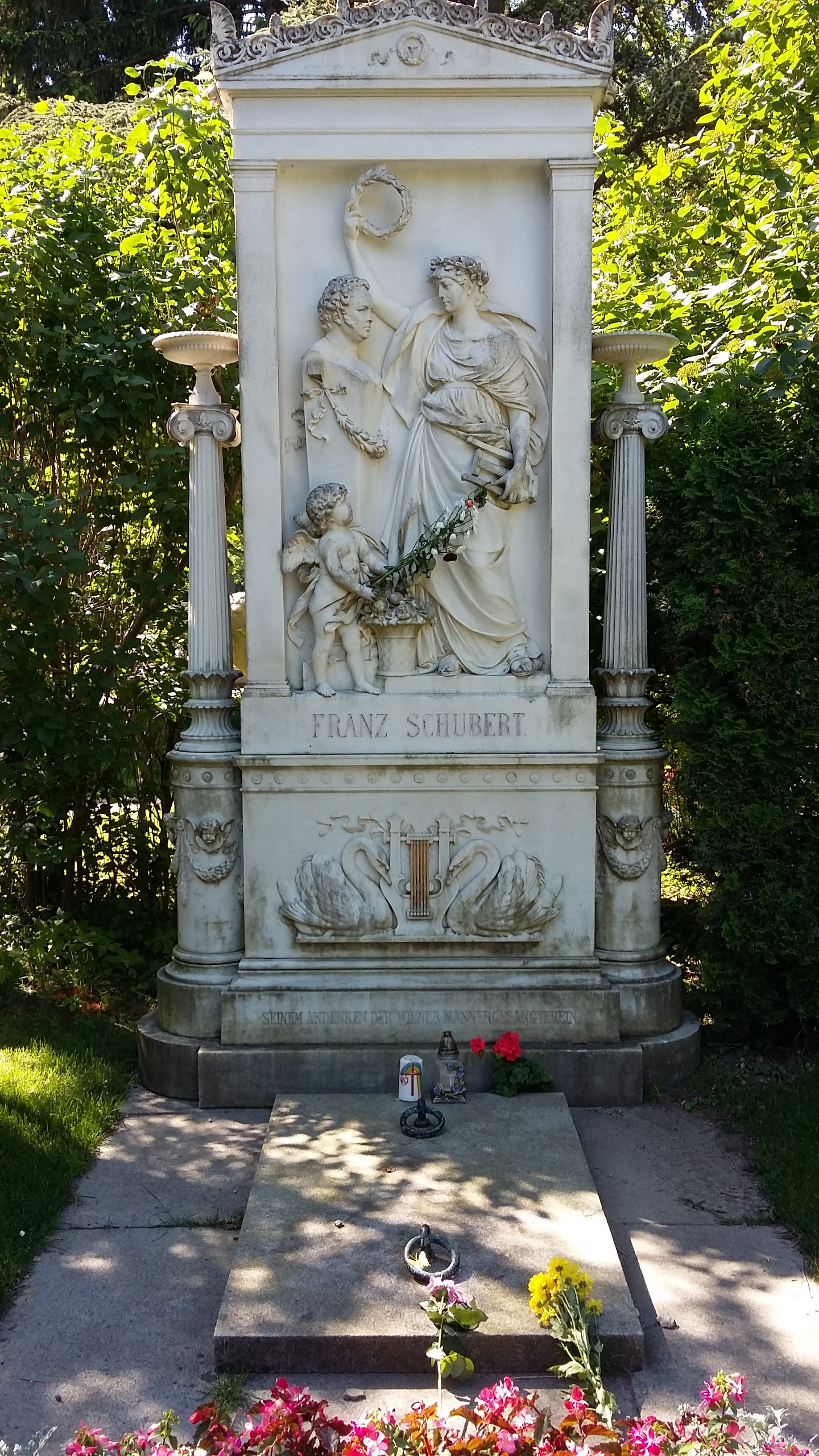
Tombe de Franz Schubert, cimetière central de Vienne, carré des musiciens.

### Dernières années
Fin 1826, il semble que le goût du public n'ait pas suivi l'évolution de sa musique : une exécution projetée de la Symphonie en ut majeur est abandonnée, des désaccords dans le cercle des schubertiens se font jour au sujet d'un quatuor à cordes ou de la Sonate en sol majeur. Schubert recadre pour un temps ses compositions. Aux sonates il fait suivre deux séries d'Impromptus (D.899 et D.935). Dans le domaine de la musique de chambre, il compose deux grands trios pour piano et cordes en si bémol majeur, D.898 et en mi bémol majeur, D.929.
Le 26 mars 1827 meurt Ludwig van Beethoven. Schubert participe comme porte-flambeau à la grande cérémonie de ses funérailles. La disparition de celui qui était reconnu comme le plus grand musicien de tous les temps, et que Schubert admirait tant, semble agir comme un élément libérateur et durant les vingt mois qui lui restent, Schubert va accumuler les chefs-d'œuvre, à commencer par le cycle de lieder Winterreise (« Le Voyage d'hiver »), D.911.

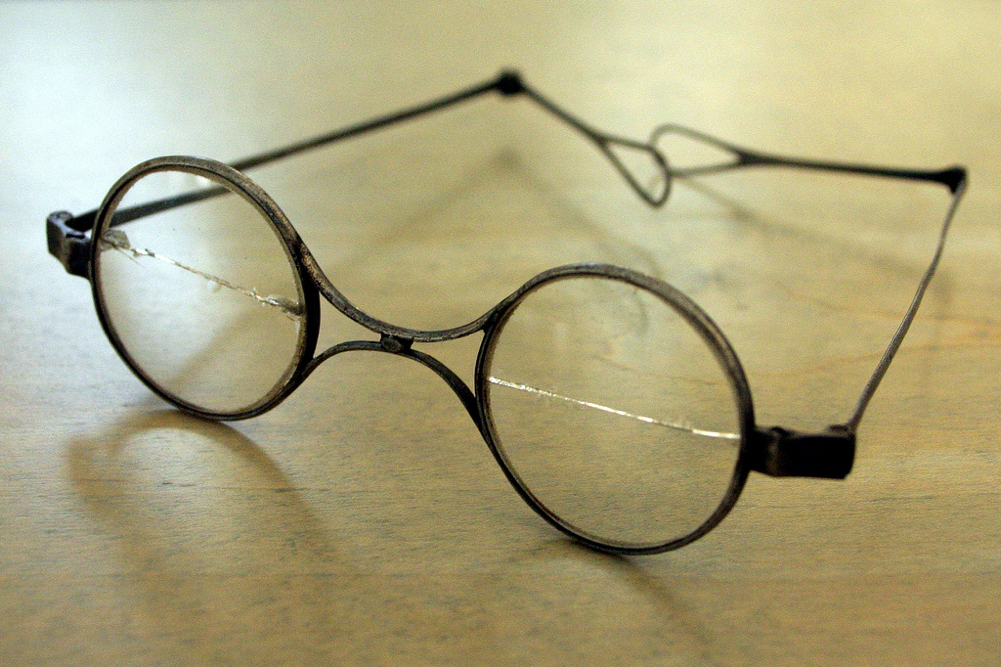
Ses célèbres lunettes rondes (maison natale-musée de Franz Schubert)

Le 12 juin 1827, il est élu comme membre titulaire du directoire de la Société des amis de la musique. Le 19 juin, il commence la composition de l'opéra Der Graf von Gleichen, D.918, sur un texte de Bauernfeld, en dépit de l'interdiction par la censure d'une pièce mettant en scène un cas de bigamie. À l'été, il effectue un voyage à Graz.
Un an après la mort de Beethoven, le 28 mars 1828, a lieu le premier concert totalement consacré à ses œuvres. C'est un grand succès, un peu éclipsé toutefois par la présence à Vienne de Niccolò Paganini. À l'automne, Schubert emménage chez son frère Ferdinand.
Sa santé était déjà bien dégradée par la syphilis, mais il meurt après deux semaines de maladie de la fièvre typhoïde (ou typhus abdominal) le 19 novembre 1828 à 31 ans. Sa dépouille repose d'abord au cimetière de Währing, non loin de celle de Beethoven, avant d'être transférée en grande pompe en 1888 dans le « carré des musiciens » du cimetière central de Vienne, où sa tombe avoisine aujourd'hui celles de Gluck, Beethoven, Johannes Brahms, Johann Strauss et Hugo Wolf.
Le conseil municipal de Vienne achète la maison natale de Franz Schubert en 1908, pour y créer un musée, inauguré le 18 juin 1912, où sont exposés objets, tableaux, documents et œuvre de l'artiste.

## Son œuvre
À sa mort à l'âge de trente et un ans seulement, Schubert laisse un millier d'œuvres (1 009 exactement). Environ une centaine d'opus sont publiés de son vivant, ce qui est peu au regard de sa productivité, mais plus que ce que Robert Schumann ou Frédéric Chopin ont publié au même âge. La majeure partie des œuvres publiées de son vivant sont des lieder, des danses, ou des compositions pour piano à quatre mains, mais on y trouve aussi le Quatuor à cordes no 13 en la mineur « Rosamunde », D.804, trois sonates pour piano (D.845, D.850 et D.894), le Trio pour piano et cordes no 2 en mi bémol majeur, D.929, la Fantaisie en ut majeur « Wanderer », op. 15, D.760. Le baryton Johann Michael Vogl, très célèbre à l'époque, devenu l'ami et l'admirateur de Schubert, a largement contribué à faire connaître les lieder, tout comme le baron Carl von Schönstein et la cantatrice Anna Milder. Certains lieder connaîtront même un succès retentissant.
La publication de ses œuvres s'étendra sur tout le XIXe siècle ; elle sera virtuellement terminée avec l'achèvement de la Première édition complète, réalisée sous la direction de Johannes Brahms pour son centenaire en 1897. Une nouvelle édition complète (Neue Schubert Ausgabe) est en cours.
Schubert a écrit pour tous les genres musicaux, excepté le concerto. Influencé par Haydn et Mozart, son art est cependant très différent. La partie centrale de son répertoire constitue ses plus de six cents lieder, composés sur des textes des plus grands poètes de la langue allemande (Klopstock, Goethe, Schiller, Rückert, Heine), de ses amis (Johann Mayrhofer, Karl Theodor Korner, Joseph von Spaun, Franz von Schober, Johann Chrysostomus Senn, Matthäus Kasimir von Collin), de poètes étrangers tels que Walter Scott, William Shakespeare ou Pétrarque ou encore de poètes dont la notoriété est due à ses lieder (Wilhelm Müller). Il s'est aussi particulièrement consacré à la musique de chambre.
La plus grande partie des œuvres de Schubert (les lieder, en particulier le Winterreise, les dernières symphonies, certains impromptus, l'ultime Sonate no 21 en si bémol majeur, D.960, le Quintette pour deux violons, alto et deux violoncelles, D.956), est marquée par le rythme sans répit des pas du Wanderer (voyageur), cheminant en une quête désespérée d'un ailleurs sans cesse poursuivi et jamais atteint.

## Reconnaissance
Il est admis en avril 1823 en tant que membre d'honneur de la Société musicale de Styrie (de) à Graz (comme Salieri et Beethoven avant lui), ce qui est une première reconnaissance notable, justifiée par le fait qu'il « a déjà donné la preuve dans ses compositions qu'il doit conquérir un rang très élevé comme compositeur ». Mais la reconnaissance de Schubert de son vivant par ses contemporains fut limitée, de nombreuses œuvres n'ayant été éditées et jouées pour la première fois en public que bien après sa mort. En 1816, le mécène et ami de Schubert, Josef von Spaun (en), avait eu l'idée d'envoyer à Goethe des lieder afin de lui demander son approbation et reconnaissance de la mise en musique par Schubert de ses poèmes, ce qui aurait permis de les faire publier aisément (avec une dédicace de Goethe). Cependant l'entreprise est vaine, Goethe ne répondant pas à la lettre, sans qu'il soit possible d'en déterminer les raisons. En 1830, toutefois, Wilhelmine Schröder-Devrient chantera Le Roi des aulnes à Goethe qui en sera profondément ému.
Schubert admirait Beethoven mais ne l'a vraisemblablement rencontré qu'une fois alors que ce dernier était sur le point de mourir. Anton Schindler lui aurait remis quelques jours auparavant une soixantaine de lieder et de chants de Schubert ; il témoigne que Beethoven après avoir passé plusieurs heures avec les partitions (dont certaines manuscrites) se serait écrié : « Vraiment, en ce Schubert habite une étincelle divine ! » Beethoven aurait selon Schindler souhaité découvrir d'autres œuvres de Schubert mais la maladie l'en empêcha, et il regrettait de ne pas l'avoir connu plus tôt, ajoutant qu'il « ferait encore beaucoup de sensation dans le monde ».
Plusieurs compositeurs du XIXe siècle ont reconnu et valorisé le talent de Schubert et ont contribué à faire connaître ses œuvres à titre posthume. Schumann en était un grand admirateur et comparait le génie de Schubert à celui de Beethoven, soulignant que sa musique eut une influence déterminante. Franz Liszt a fait connaître des œuvres de Schubert par l'intermédiaire de transcriptions et d'arrangements pour piano ou orchestre qu'il a faits d'une soixantaine de ses morceaux, notamment des lieder, et qu'il jouait régulièrement lors de concerts à travers l'Europe. Brahms a édité les symphonies de Schubert ainsi que d'autres pièces, en a joué en concert, et a produit des arrangements de danses et des orchestrations de lieder. En 1894, trois ans avant le centenaire de la naissance du compositeur, Dvorak a écrit un article reconnaissant l'influence et le génie de Schubert,.

## Instruments
Parmi les pianos auxquels Schubert avait accès, il y avait un piano Benignus Seidner (aujourd'hui exposé à la Schubert Geburtshaus de Vienne) et un piano Anton Walter & Sohn (musée Kunsthistorisches de Vienne) Schubert était également accoutumé aux instruments du facteur de pianos viennois Conrad Graf.

## Compositions majeures
Le catalogue complet de l’œuvre de Schubert a été établi en 1951 par le musicologue autrichien Otto Erich Deutsch (abréviation D. pour « Deutsch-Verzeichnis »).

### Musique symphonique
La numérotation des symphonies de Schubert, après les six premières, a posé un problème après la découverte progressive des partitions de nombreux projets de symphonies, abandonnés par le compositeur à divers états d'avancement. La Symphonie en ut majeur, D.944 dite « Grande Symphonie » reçut ainsi le numéro 7 après sa découverte en 1838 par Robert Schumann. La découverte de l’« Inachevée » dans les années 1860 lui fit attribuer le numéro 8, choix entériné dans l'ancienne édition complète qui la place après les symphonies achevées.
Le respect de la chronologie a fait numéroter la « Grande » après l’« Inachevée », lui donnant ainsi le numéro 9 et libérant le numéro 7 qui a été parfois attribué à la symphonie D.729, avec quatre mouvements complets mais partiellement orchestrés. La nouvelle édition du catalogue de Otto Erich Deutsch donne les numéros 7 à l’ « Inachevée » et 8 à « la Grande », mais le recours aux numéros du catalogue original est souvent nécessaire pour éviter les confusions.
Les Fragments symphoniques, D.615 que l'on datait de 1818, se sont révélés à l'analyse constitués de fragments de trois symphonies : deux mouvements fragmentaires de 1818, quatre mouvements fragmentaires (dont un scherzo virtuellement achevé) de 1821, et des esquisses pour trois mouvements datant de 1828, qui ont été réalisées par divers auteurs (Peter Gülke, Brian Newbould, Pierre Bartholomée) et ont reçu le numéro D.936A. Cette dernière œuvre, que la mort a empêché Schubert de terminer, est parfois appelée 10e Symphonie.
- Fragment symphonique en ré majeur, D.2B
- Symphonie no 1 en ré majeur, D.82 (une demi-heure environ) - 1813
- Symphonie no 2 en si bémol majeur, D.125 (une demi-heure environ) - 1815
- Symphonie no 3 en ré majeur, D.200 (une demi-heure environ) - 1815
- Symphonie no 4 en ut mineur, dite « Tragique », D.417 (une demi-heure environ) - 1816
- Symphonie no 5 en si bémol majeur, D.485 (une demi-heure environ) - 1816
- Symphonie no 6 en ut majeur, dite « La Petite », D.589 (une demi-heure environ) - 1818
- Fragments symphoniques en ré majeur, D.615
- Fragments symphoniques en ré majeur, D.708A
- Symphonie no 7 en mi majeur, D.729 (1821) - 111 mesures orchestrées, complétées entre autres par Felix Weingartner et Brian Newbould (une demi-heure environ) - 1821
- Symphonie no 8 en si mineur, dite « Inachevée », D.759 (1822) (une demi-heure environ) - 1822
- Symphonie no 9 en ut majeur, dite « La Grande », D.944 (une heure environ) - 1825
- Symphonie no 10 en ré majeur, D.936A, reconstituée à partir de fragments (un peu plus d'une demi-heure) - 1828

« Aujourd’hui encore, le problème posé aux musicologues par les symphonies de Schubert est loin d’être résolu… Treize à quinze tentatives en tout, sept seulement achevées, sans que les raisons de ces abandons apparaissent clairement : leur tâche, certes, est rude, mais il est difficile d’ignorer leurs travaux (d’autant que le disque, pour certains enregistrements récents, en a tenu compte), et de passer sous silence les noms de Brian Newbould, professeur à l’Université de Hull, et, en France, de Paul-Gilbert Langevin. »

### Musique pour piano

#### Sonates pour piano
- Sonate no 1 en mi majeur, D.157
- Sonate no 2 en ut majeur, D.279
- Sonate no 3 en mi majeur, D.459
- Sonate no 4 en la mineur, D.537
- Sonate no 5 en la bémol majeur, D.557
- Sonate no 6 en mi mineur, D.566
- Sonate no 7 en mi bémol majeur, D.568
- Sonate no 8 en fa dièse mineur, D.571 (fragment du premier mouvement)
- Sonate no 9 en si majeur, D.575
- Sonate no 10 en ut majeur, D.613 (deux mouvements inachevés)
- Sonate no 11 en fa mineur, D.625
- Sonate no 12 en ut dièse mineur, D.655 (exposition du premier mouvement)
- Sonate no 13 en la majeur, D.664
- Sonate no 14 en la mineur, D.784
- Sonate no 15 en ut majeur « Reliquie », D.840 (inachevée)
- Sonate no 16 en la mineur, D.845
- Sonate no 17 en ré majeur, D.850
- Sonate no 18 en sol majeur, D.894
- Sonate no 19 en ut mineur, D.958
- Sonate no 20 en la majeur, D.959
- Sonate no 21 en si bémol majeur, D.960

#### Autres pièces pour piano
- Zwei Scherzi für Klavier, D.593
- Marches militaires pour piano à 4 mains, D.733 (la plus célèbre étant la première en ré majeur)
- Fantaisie en ut majeur « Wanderer », op. 15, D.760
- Valses Sentimentales, D.779
- Six moments musicaux, D.780
- Sonate « Grand Duo » pour piano à 4 mains, D.812
- Variations en la bémol majeur pour piano à 4 mains, D.813
- Mélodie hongroise pour piano, D.817
- Divertissement à la hongroise pour piano à 4 mains, D.818 (reprend le thème de D.817)
- Divertissement à la française pour piano à 4 mains, D.823
- Huit impromptus, D.899 et D.935
- Fantaisie en fa mineur pour piano à 4 mains, D.940
- Drei Klavierstücke, D.946
- Allegro en la mineur « Lebensstürme », D.947
- Valses Nobles, D.969
- Hüttenbrenner variations, D.576

### Musique de chambre

#### Sonates
- Sonates pour violon et piano
- Sonate « Arpeggione », D.821
- Introduction et variations pour flûte et piano sur Trockne Blumen

#### Trios
- Trio à cordes en si bémol majeur, D.471 (inachevé)
- Trio à cordes en si bémol majeur, D.581
- Adagio pour piano et cordes en mi bémol majeur « Notturno », D.897
- Trio pour piano et cordes no 1 en si bémol majeur, D.898 (op. 99)
- Trio pour piano et cordes no 2 en mi bémol majeur, D.929 (op. 100)

#### Quatuors
- Quatuor à cordes no 1 en si bémol majeur, D.18
- Quatuor à cordes no 2 en ut majeur, D.32
- Quatuor à cordes no 3 en si bémol majeur, D.36
- Quatuor à cordes no 4 en ut majeur, D.46
- Quatuor à cordes no 5 en si bémol majeur, D.68 (ne comporte que deux mouvements, deux autres étant probablement perdus)
- Quatuor à cordes no 6 en ré majeur, D.74
- Quatuor à cordes no 7 en ré majeur, D.94
- Quatuor à cordes no 8 en si bémol majeur, D.112
- Quatuor à cordes no 9 en sol mineur, D.173 (opus posthume)
- Quatuor à cordes no 10 en mi bémol majeur, D.87 (op. 125 no 1)
- Quatuor à cordes no 11 en mi majeur, D.353 (op. 125 no 2)
- Quatuor à cordes no 12 en ut mineur « Quartettsatz », D.703
- Quatuor à cordes no 13 en la mineur « Rosamunde », D.804 (environ une demi-heure)
- Quatuor à cordes no 14 en ré mineur « La Jeune Fille et la Mort », D.810 (environ 38 minutes)
- Quatuor à cordes no 15 en sol majeur, D.887

#### Quintettes
- Quintette pour piano et cordes « La Truite », D.667 (environ 36 minutes)
- Quintette pour deux violons, alto et deux violoncelles, D.956 (op. 163)

#### Octuor

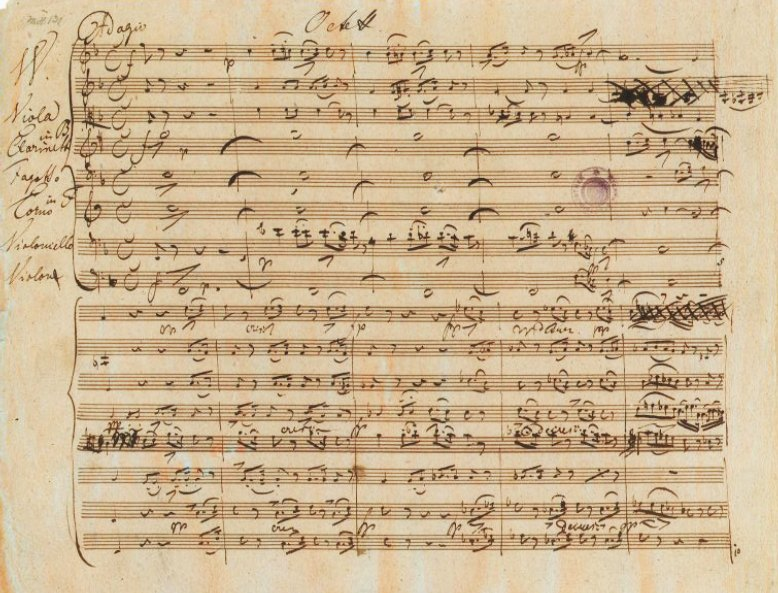
Manuscrit de l'octuor D.803.

- Octuor pour cordes et vents, D.803

### Musique vocale (lieder)
Franz Schubert a écrit plus de six cents lieder, parmi lesquels :
- Erlkönig (« Le Roi des aulnes »), op. 1, D.328, d'après un poème de Goethe
- Gretchen am Spinnrade (« Marguerite au rouet »), op. 2, D.118
- Der Tod und das Mädchen (« La Jeune Fille et la Mort »), op. 7 no 3, D.531 d'après un poème de Claudius
- Auf dem Wasser zu singen (« À chanter sur l'eau »), D.774
- Die Forelle (« La Truite »), op. 32, D.550
- Die junge Nonne (« La jeune religieuse »), op. 43/1, D.828
- Cycle Die schöne Müllerin (« La Belle Meunière »), D.795
- Recueil Das Fräulein vom See (« La Dame du lac »), op. 52, D.839, dont le Ellens dritter Gesang est célèbre aujourd'hui sous le nom d'Ave Maria.
- Cycle Winterreise (« Voyage d'hiver »), D.911
- Recueil Schwanengesang (« Le Chant du cygne »), D.957, dont Die Stadt (no 11) d'après un poème de Heinrich Heine
- Der Hirt auf dem Felsen (« Le Pâtre sur le rocher »), D.965

### Musique chorale
185 chorals, dont :
- An die Sonne, D.439
- Das große Hallelujah, D.442
- Gesang der Geister über den Wassern, D.538 et D.714
- Der 23. Psalm, D.706
- Gott in der Natur, D.757
- Der Gondelfahrer, D.809
- Coronach, D.836, op. 52.4
- Zur guten Nacht, D.903
- Nachtgesang im Walde, D.913
- Ständchen (Grillparzer), D.920
- Mirjam's Siegesgesang, D.942, op. posth. 136

### Musique sacrée
- Messe no 1 en fa majeur, D.105
- Messe no 2 en sol majeur, D.167
- Messe no 3 en si bémol majeur, D.324
- Messe no 4 en ut majeur, D.452
- Messe no 5 en la bémol majeur, D.678
- Messe no 6 en mi bémol majeur, D.950, comprenant le célèbre « Et incarnatus est » du Credo
- Deutsche Messe (« Messe allemande »), D.872
- Stabat Mater en fa mineur, D.383
- Magnificat en do majeur, D.486
- Hymnus an den heiligen Geist (« Hymne au Saint-Esprit »), D.948
- Tantum Ergo en mi bémol majeur, D.962

### Opéra
- Der Spiegelritter, D.11, 1811, singspiel en trois actes, livret de Kotzebue (fragments du premier acte)
- Des Teufels Lustschloss, D.84, 1814, singspiel en trois actes, livret de Kotzebue d'après Joseph Marie Loaisel de Tréogate
- Adrast, D.137, 1817, singspiel, livret de Johann Mayrhofer (8 numéros complets et 5 incomplets)
- Der vierjährige Posten, D.190, 1815, singspiel en un acte, livret de Körner
- Fernando, D.220, 1815, singspiel en un acte, livret de Stadler
- Claudine von Villa Bella, D.239, 1815, singspiel en trois actes, livret de Goethe (ont survécu uniquement l'ouverture et le premier acte)
- Die Freunde von Salamanca, D.326, 1815, singspiel en deux actes, livret de Mayrhofer
- Die Bürgschaft, D.435, 1816, opéra en trois actes d'après Schiller (premier et deuxième actes complets, un numéro fragmentaire du troisième)
- Die Zauberharfe, D.644, 1820, féerie en musique en trois actes, livret de Hofmann
- Die Zwillingsbrüder, D.647, 1820, singspiel en un acte, livret de Hofmann
- Lazarus, D.689, 1820, oratorio en trois actes, livret de August Hermann Niemeyer (premier acte complet, 8 numéros du deuxième)
- Sakontala, D.701, 1820, opéra en trois actes, livret de Johann Philipp Neumann (11 numéros incomplets)
- Alfonso und Estrella, D.732, 1821-1822, opéra romantique en trois actes, livret de Schober
- Die Verschworenen, D.787, 1823, singspiel en un acte, livret de Castelli
- Rüdiger, D 791, 1823, opéra (2 numéros incomplets)
- Fierrabras, D.796, 1823, opéra héroïco-romantique en trois actes, livret de Kupelwieser
- Rosamunde, D.797, 1823, musique de scène pour le drame romantique de Helmina von Chézy
- Der Graf von Gleichen, D.918, 1827, opéra en deux actes, livret de Eduard von Bauernfeld (esquisses)
- Der Minnesänger, D.981, date inconnue, singspiel (fragment, perdu)
- Sophie, D.982, 1819-1821, opéra (3 numéros incomplets)

## Transcriptions par Franz Liszt
Franz Liszt a réalisé des transcriptions et arrangements d'une soixantaine de pièces de Schubert, notamment de ses lieder, pour piano seul, mais aussi pour voix et orchestre, orchestre, ou piano quatre mains.

## Dans les arts et la culture populaire

### Littérature
- 1970 : Le Roi des Aulnes de Michel Tournier
- 2006 : Mon album Schubert de Dominique Pagnier
- 2009 : Le Voyage d'hiver d'Amélie Nothomb

### Théâtre
- 1991 : La Jeune Fille et la Mort d'Ariel Dorfman

### Filmographie

#### Cinéma
- 1918 : Das Dreimäderlhaus de Richard Oswald, joué par Julius Spielmann.
- 1930 : L'Âge d'or de Luis Buñuel
- 1933 : La Vie tendre et pathétique (Leise flehen meine Lieder) - Schuberts unvollendete Symphonie de Willi Forst
- 1934 :
  - Love Time de James Tinling
  - 1934 : Unfinished Symphony de Willi Forst
- 1940 : Fantasia de Walt Disney (Ave Maria)
- 1941 : Rêve d'amour (New Wine) de Reinhold Schünzel (Ave Maria, Symphonie no 7, Symphonie no 5, Symphonie inachevée, etc.)
- 1947 : Un merveilleux dimanche d'Akira Kurosawa (séquence finale bâtie sur la Symphonie inachevée)
- 1948 : La Belle Meunière de Marcel Pagnol avec Tino Rossi dans le rôle de Schubert
- 1958 : La Maison des trois jeunes filles d'Ernst Marischka avec Karlheinz Böhm dans le rôle de Schubert
- 1966 : Au hasard Balthazar de Robert Bresson (Sonate pour piano en la majeur, D.959, 2e mouvement)
- 1970 : Angeli senza paradiso d'Ettore Maria Fizzarotti
- 1974 : Les Gaspards, où certaines de ses œuvres sont reprises.
- 1975 : Barry Lyndon de Stanley Kubrick (Trio pour piano et cordes no 2, op.  100, D.929, 3e mouvement)
- 1978 : Préparez vos mouchoirs de Bertrand Blier (Mélodie hongroise en si mineur, D.817)
- 1983 :
  - Et vogue le navire… de Federico Fellini (Moment musical en fa mineur interprété sur verres musicaux)
  - Mortelle Randonnée de Claude Miller (lied Der Hirt auf dem Felsen, D.965)
  - La Belle Captive d'Alain Robbe-Grillet (Quinzième quatuor à cordes par le Quatuor Alban Berg)
- 1985 : Trois hommes et un couffin de Coline Serreau (Quintette en ut majeur, D.956, 2e mouvement)
- 1987 : Au revoir les enfants de Louis Malle
- 1988 : Notturno de Fritz Lehner
- 1989 :
  - Crimes et Délits de Woody Allen (Quatuor à cordes no 15 de Schubert)
  - Trop belle pour toi de Bertrand Blier (Impromptus, op.  90 nos 2 et 3, Andantino de la Sonate en la majeur par Odette Gartenlaub ; Wiegenlied, op.  98, D.498, par Elly Ameling et Dalton Baldwin)
  - Nocturne indien d'Alain Corneau (Quintette en ut majeur, D.956)
  - Les Trois Dernières Sonates de Franz Schubert, documentaire de Chantal Akerman avec Alfred Brendel
- 1990 : La Discrète de Christian Vincent (Ungarische Melodie, D.817)
- 1993 : Mon voyage d'hiver de Vincent Dieutre
- 1994 : La Jeune Fille et la Mort (Der Tod und das Mädchen) de Roman Polanski
- 1997 : En présence d'un clown d'Ingmar Bergman
- 2000 : Battle Royale de Kinji Fukasaku (lied Auf dem Wasser zu singen, D.774)
- 2001 : La Pianiste de Michael Haneke
- 2002 : Minority Report de Steven Spielberg (8e symphonie en si mineur, dite « Inachevée », D.759)
- 2003 : Buongiorno, notte de Marco Bellocchio (Moment musical n. 3, D 780)
- 2004 : Comme une image d'Agnès Jaoui (lied An die musik, D 547)
- 2006 : Le Concile de Pierre de Guillaume Nicloux (lied Du bist die Ruh)
- 2007 : Hitman de Xavier Gens (lied Ave Maria) - ainsi que dans le jeu vidéo qui l'a inspiré Hitman: Blood Money
- 2008 : J'ai toujours rêvé d'être un gangster de Samuel Benchetrit (Sonate pour piano no 20 en la majeur, D.959, Andantino)
- 2009 : The Limits of Control de Jim Jarmusch (Quintette en ut majeur, D.956, 2e mvt)
- 2010 : Les Invités de mon père d'Anne Le Ny (op.  90 D.899, 3e mouvement)
- 2012 : Amour de Michael Haneke (Impromptus op.  90 no 3)
- 2014 : Mademoiselle Julie de Liv Ullmann (Piano Trio no 2, D.929 - E bémol 2e mouvmenet Andante con moto)
- 2015 : La Tête Haute, d'Emmanuelle Bercot (Piano Trio no 2, D.929 - E bémol 2e mouvement Andante con moto)
- 2018 : Cassandre (série télévisée), saison 3, Épisode 1 : Fausse note, d'Éric Le Roux (Fantaisie en fa mineur pour piano à quatre mains, D.940, op. posth. 103 ; ici l’œuvre de Schubert n'est pas simplement la musique du film, elle joue un rôle décisif dans l'intrigue)
- 2019 : Le Mystère Henri Pick, de Rémi Bezançon (Mélodie hongroise en si mineur pour piano, D.817)

### Musique populaire
- Reprises de l'Ave Maria (Ellens dritter Gesang)
  - 1966 : Joan Baez (album Noël)
  - 1998 : Céline Dion (album These Are Special Times)
  - 2006 : Tarja Turunen (album Henkäys Ikuisuudesta)
  - 2008 : Mylène Farmer (chanson cachée album Point de Suture)
  - 2008 : Beyoncé (album I Am... Sasha Fierce)
  - 2009 : MUCC (Sanbika, album Kyutai)
- Reprise de la Sérénade
  - The Platters - My Serenade
  - French Latino - Andalucía (en espagnol, album Guarda la esperanza)
- Hommages
  - 1970 : Mike Brant - Mr Schubert I Love You
  - 2020 : Rosemary Standley & Ensemble Contraste - Schubert in Love

### Des enregistrements faits avec des instruments de l'époque de Schubert
- Paul Badura-Skoda. Franz Schubert. Fantaisie Pour le Piano-forte. Pianoforte Conrad Graf de 1824
- K.Bezuidenhout, J.Kobow. F.Schubert (1797-1828) : Chant du Cygne D.957 - F.Mendelssohn (1809-1847) : Six lieder sur des textes de Heinrich Heine. Conrad Graf de 1819 (Paul McNulty)
- Alexei Lubimov. Franz Schubert. Impromptus. Pianoforte Matthias Müller de 1810 et Joseph Schantz de 1830
- Andreas Staier, Alexandr Melnikov. Franz Schubert. Fantasie in F Minor. Conrad Graf (Christopher Clarke)
- Viviana Sofronitsky. F.Schubert. Wanderer Fantasy, Impromptus op. 90 & 142. Conrad Graf de 1819 (Paul McNulty)
- Penelope Crawford. Schubert, Mendelsohn, Schumann. Viennese Romantic Piano. Pianoforte Graf de 1835
- András Schiff. Franz Schubert. C Major Fantasies. Pianoforte Franz Brodmann de 1820

## Hommages
Sont nommés en son honneur :
- (3917) Franz Schubert, un astéroïde de la ceinture principale découvert en 1961[25] ;
- Schubert, un cratère de la planète Mercure[26] ;
- l'anse Schubert, en Antarctique ;
- la rue Schubert, à Paris[27].

## Concert du nouvel an à Vienne
Plusieurs œuvres de Schubert ont été interprétées lors du traditionnel concert du nouvel an à Vienne :
- L'ouverture en do majeur, op. posth. 170, D.591 : en 1978 (Willi Boskovsky).
- Un galop et huit écossaises tirées de l'op. 49 D.735 : en 1991 (Claudio Abbado).

### Partitions
- « Schubert » (partitions libres de droits), sur l'IMSLP
- Partitions libres de Franz Schubert dans Choral Public Domain Library (ChoralWiki)
- Partitions manuscrites de Schubert

#### Correspondances
- Franz Schubert, Correspondances. Textes choisis et présentés par Willi Reich. Préface de Michel Dalberto. 192 pages, Toulouse, Le Pérégrinateur éditeur, 1997.  (ISBN 2-910352-07-2).

#### Ouvrages sur Schubert
- Agathe Audley, Franz Schubert, sa vie et ses œuvres, Didier, 356 pages, 1871. (BNF 30037272)
- Henry Malherbe, Franz Schubert : Son amour, ses amitiés, Albin Michel, coll. « Format Kindle », 1949, 185 p. (ASIN B07M9ZFMW2)
- Marcel Schneider, Schubert, Paris, Éditions du Seuil, coll. « Solfèges » (no 4), 1957, 192 p. (ISBN 2-02-000224-8, OCLC 3459993, BNF 32615687)
- Alfred Einstein, Schubert, Portrait d'un musicien, Paris, Gallimard, 1958, et collection Tel, 1997.
- Paul-Gilbert Langevin :
  - Franz Schubert, un symphoniste méconnu, Scherzo, 1976.
  - Schubert après Schubert, un grand dossier historique et musical, L'Éducation musicale, 1978.
  - Franz Schubert et la symphonie, éléments d'une nouvelle perspective, La Revue musicale, 1982.
  - Les Symphonies de Schubert, discographie critique, Harmonie, 1984.
- Brigitte Massin, Franz Schubert, Fayard, Paris, 1400 pages, 1977 (ISBN 2-213-00374-2) ; rééd. 1993.
- Frank Gauduchon:
  - Le paradoxe du somnambule éveillé, essai sur la création chez Schubert, thèse de doctorat, sous la direction de Daniel Charles, 1982.
  - « Schubert et la sonate », Romantisme numéro 52, pp. 35–44, 1986.
- Jacques Drillon, Schubert et l'Infini - A l'horizon le désert, Actes Sud, 1988, rééd. 2005 (OCLC 319779833).
- Rémy Stricker, Franz Schubert, Le naïf et la mort, Paris, Gallimard, Bibliothèque des Idées, 1996.
- Xavier Hascher, Franz Schubert, coll. « L'Esprit curieux » no 15, Le Pérégrinateur éditeur, Toulouse, 1998.
- Philippe Cassard, Franz Schubert, Actes Sud, Arles 2008.
- Olivier Bellamy, Un hiver avec Schubert, Buchet-Chastel, 280 pages, 2015.  (ISBN 978-2-283-02796-7)
- Ian Bostridge et Denis-Armand Canal (Traduction) (trad. de l'anglais), Le voyage d'hiver de Schubert : Anatomie d'une obsession, Arles, Actes Sud Editions, coll. « Musique Livres », 2018, 448 p. (ISBN 978-2-330-07745-7)
- (en + de) Franz Schubert, Voyage d'Hiver Opus 89 (Winterreise) --- Chant (Voix Moyenne)/Piano, Barenreiter, coll. « 4. Aufl. 2016 », 2010, 34 p. (ISMN 979-0006538751)
- Olivier Bellamy, Un hiver avec Schubert, Paris, Libretto, coll. « Libretto », 2018, 193 p. (ISBN 978-2-36914-376-5)
- Pierre Charras, Le requiem de Franz, Le Mercure de France, 2009, 112 p (OCLC 436107630).

#### Autres ouvrages
- François-René Tranchefort (dir.), Guide de la musique symphonique, Paris, Fayard, coll. « Les Indispensables de la musique », 1986, 896 p. (ISBN 2-213-01638-0), p. 689-699 — prix de l'Académie Charles-Cros.